# 五帝之年
五帝之年是指在公元193年时，罗马帝国在一年内出现5位皇位的争夺者，他们分别是佩蒂纳克斯、尤利安努斯、奈哲尔、阿尔拜努斯和塞普蒂米乌斯·塞维鲁。
192年最后一日，康茂德被杀，执政官佩蒂纳克斯于新年被推举为帝。193年3月28日，佩蒂纳克斯被羅馬禁卫军杀死，而在当日晚些时候，尤利安努斯在皇位的竞价拍卖中击败提尔皮西阿努斯（佩蒂纳克斯的岳父，亦是新任执政官），被元老院任命为罗马皇帝。
然而一些有名望的罗马人并不服从这一结果，包括叙利亚的奈哲尔、不列颠尼亚的阿尔拜努斯和潘诺尼亚的塞普蒂米乌斯·塞维鲁。塞维鲁起兵进军罗马，击败尤利安努斯并于193年6月1日将之斩首，然后解散禁卫军，处决参与刺杀佩蒂纳克斯的士兵。
塞维鲁在小亚细亚与奈哲尔开战，并于194年将他击败。阿尔拜努斯原先支持塞维鲁，但在意识到后者欲自己夺取皇位之后决定反抗他。在195年，阿尔拜努斯称帝，但于197年2月19日在里昂被最终击败。塞维鲁由此巩固自己的帝位。